# Blažej Müller
P. Mgr. Blažej Müller SDB (26. března 1929 Olomouc-Hodolany – 11. listopadu 2014 Prostějov) byl český římskokatolický kněz, který byl v období komunistického režimu agentem Státní bezpečnosti s krycími jmény Dub a Dore.
Byl členem kongregace salesiánů, k salesiánům vstoupil ve Fryštáku 1. července 1946, noviciát absolvoval v letech 1948–1949 v Hodoňovicích, kde také 16. srpna 1948 složil své první řeholní sliby. V roce 1950 byl jako řeholník internován, v roce 1952 pak nastoupil vojenskou službu u pomocných technických praporů (PTP). Zřejmě už tam ho komunistický režim zlomil, takže se chtěl stát vzorným vojákem a psal články do vojenského tisku, za něž byl u svého útvaru chválen. Po návratu do civilu dokončil v Olomouci středoškolská studia a v roce 1955 odmaturoval. V té době také navázal kontakty se salesiány v Olomouci a Brně, kteří působili (stejně jako v letech 1950–1989 členové všech ostatních řádů) v ilegalitě. V důsledku udání jiného salesiána byl Müller Státní bezpečností zatčen, vyslýchán a v roce 1956 získán ke spolupráci s využitím kompromitujících materiálů týkajících se jeho ilegálního řádového života, ale i jeho zájmu o ženy.
Státní bezpečnosti poskytl všechny požadované informace, zejména o salesiánech moravské provincie, a na základě prvních hlášení byli odsouzeni salesiáni Stanislav Palásek a Josef Pekárek. Jím poskytnuté informace přispěly také k zatčení představitele moravské provincie řádu Václava Filipce, který se pět let skrýval v přestrojení v ženském klášteře a později byl odsouzen k osmiletému trestu odnětí svobody. Od 23. dubna 1958 byl Müller evidován jako agent Státní bezpečnosti, přičemž už o rok dříve mu Státní bezpečnost pomohla emigrovat přes Rakousko do Itálie, kde měl působit jako agent československé rozvědky. V zahraničí se mu však nepodařilo kontakt s československou rozvědkou navázat, neboť žena, jejíž adresa sloužila jako krycí, mezitím zemřela. Byl tedy veden jako nevyužívaný spolupracovník až do roku 1967, kdy jej kontaktovala Státní bezpečnost. Během pobytu v Itálii vystudoval v Monteortone u Padovy teologii a 23. března 1964 byl tamtéž vysvěcen na kněze. V letech 1965–1966 působil v Raymondville v Texasu v USA.
V roce 1969 se odstěhoval do Vídně, kde pracoval ve fondu na pomoc uprchlíkům. Později se stal také ředitelem českého oddělení katolické charity ve Vídni. Během svého tamního pobytu se setkával jak s československými emigranty, tak s lidmi, kteří dostali povolení ke krátkodobému vycestování do zahraničí (mezi ně patřil např. zlínský farář Bernard Přerovský). V tomto období Müller informoval československé úřady přibližně o 500 osobách, s nimiž se ve Vídni setkal, z nichž část byla na základě těchto informací perzekvována. Dne 31. srpna 1978 byl jmenován čestným kanovníkem Kolegiátní kapituly u svatého Mořice v Kroměříži.
V roce 1987 nicméně pomohl salesiánovi Ladislavu Heryánovi dostat se přes hranice do Itálie, kde Heryán nakonec dostudoval teologii. Heryán o něm prohlásil, že jej měl jako člověka rád a že pozdější odhalení jeho spolupráce s StB to nijak nezměnilo.
Po sametové revoluci Müller nejprve působil v letech 1990–1993 jako rektor českého kostela Nejsvětějšího Vykupitele v ulici Rennweg ve Vídni a poté se vrátil zpět do Československa. Usadil se jako kněz – důchodce ve Vranovicích-Kelčicích na Prostějovsku, přičemž vypomáhal v duchovní správě v okolních obcích. Za svou spolupráci se Státní bezpečností nebyl nikdy souzen. Zemřel v Prostějově 11. listopadu 2014, pohřeb se konal 18. listopadu téhož roku ve farním kostele sv. Petra a Pavla ve Vřesovicích, kde byl na místním hřbitově i pochován.